# Nomada subaccepta
Nomada subaccepta là một loài Hymenoptera trong họ Apidae. Loài này được Cockerell mô tả khoa học năm 1907.